# Limnophila (Elporiomyia) woodiana
Limnophila (Elporiomyia) woodiana is een tweevleugelige uit de familie steltmuggen (Limoniidae). De soort komt voor in het Afrotropisch gebied.